# Bredehoft Place
Bredehoft Place – obszar niemunicypalny w Mendocino County, w Kalifornii (Stany Zjednoczone), na wysokości 1431 m.